# Gouvernement Valls I
Ne doit pas être confondu avec Gouvernement Valls II.
Ve République
Ayrault II Valls II
Le gouvernement Valls I est le gouvernement de la République française du 31 mars au 25 août 2014. C'est le trente-septième gouvernement de la Ve République et le troisième nommé par le président de la République François Hollande.
À la suite de la défaite de la gauche aux élections municipales françaises de 2014, le Premier ministre Jean-Marc Ayrault présente la démission de son gouvernement. La nomination à l’hôtel Matignon de Manuel Valls, ministre de l’Intérieur sortant, est annoncée par François Hollande durant une allocution télévisée enregistrée dans un salon du palais de l'Élysée. Le décret de nomination du Premier ministre est publié au Journal officiel le 31 mars 2014.
Les ministres sont nommés par décret présidentiel le 2 avril,, les premières passations de pouvoir entre les anciens ministres sortants et leurs successeurs ont lieu le même jour. La liste des secrétaires d'État est annoncée le 9 avril 2014.
Le 25 août 2014, au lendemain d'un début de crise gouvernementale marqué par les déclarations du ministre de l'Économie, du Redressement productif et du Numérique, Arnaud Montebourg, contre la politique économique du couple exécutif, Manuel Valls remet au chef de l'État la démission de son gouvernement. François Hollande le charge alors de nommer un nouveau gouvernement. Avec une durée de 147 jours, il s'agit d'un des plus courts gouvernements de la Ve République hors période de transition électorale .

## Contexte de formation

### Choix des ministres
Manuel Valls propose au Président Hollande l'entrée d'Anne Lauvergeon, haut fonctionnaire et ex-patronne d'AREVA. Le Président s'y oppose, apparemment parce qu'elle était mentionnée dans des notes de la police judiciaire.

### Coalition
Ce gouvernement est marqué par le départ des écologistes. Le 1er avril 2014, Manuel Valls reçoit une délégation d’Europe Écologie Les Verts (EÉLV), devant laquelle il affirme sa volonté de poursuivre la transition énergétique ainsi que de mener des actions en faveur de la justice sociale et de la décentralisation. À la suite de cette rencontre, le bureau exécutif d’EÉLV refuse par sept voix pour, trois voix contre et cinq abstentions de siéger au gouvernement Valls, malgré les offres qui lui sont proposées, notamment celle d’un grand ministère rassemblant l’environnement (écologie, développement durable), l’énergie, le logement et les transports. Cette décision est alors dénoncée par un certain nombre d’élus écologistes, comme le sénateur Jean-Vincent Placé et les députés Barbara Pompili et François de Rugy. Elle est, à l’inverse, soutenue par Pascal Canfin et Cécile Duflot, tous deux ministres du gouvernement sortant, dirigé par Jean-Marc Ayrault. Pour Emmanuelle Cosse, la secrétaire du mouvement, l’influence de Cécile Duflot dans cette décision a été « à la hauteur de son poids politique et de ses réalisations. Quand la ministre qui a mis en place la loi ALUR explique pourquoi elle ne veut pas participer à ce gouvernement, ce n'est pas anodin. Elle a pesé dans cette décision ». Nonobstant le souhait de retour au gouvernement de quelques parlementaires isolés dans leur parti, la décision de quitter le gouvernement fut confirmée par plus de 80 % du conseil fédéral d'EELV.

### Enracinement du mouvement des «frondeurs»
Dès la création de ce nouveau gouvernement, une frange de parlementaires, les « frondeurs », manifeste activement son opposition à la politique économique et sociale qu'il envisage.
Cette opposition ira en s'amplifiant.

## Composition initiale
Après la nomination du Premier ministre le 31 mars 2014, la composition initiale du gouvernement a été annoncée en deux temps. Seize ministres à parité d'hommes et de femmes sont nommés par décret du 2 avril 2014, publié au Journal officiel le 3 avril 2014. Puis les secrétaires d'État, principalement issus des bancs des députés, sont nommés par décret du 9 avril 2014, publié au Journal officiel le 10 avril 2014 en raison d'une majorité réduite du pouvoir exécutif à l'Assemblée nationale pour voter la confiance au Premier ministre,.
Par rapport au précédent gouvernement neuf ministres conservent leur portefeuille dont quatre ministres voient leurs attributions étendues, et cinq autres changent de ministère. Cependant six ministres ne sont pas reconduits dont les deux ministres battus aux élections municipales Pierre Moscovici battu à l'élection de Valentigney et Victorin Lurel battu à l'élection de Vieux-Habitants. Les ministres délégués battus aux municipales sont également écartés du gouvernement comme Guillaume Garot, François Lamy, Marie-Arlette Carlotti, ou Michèle Delaunay
Deux nouveaux ministres ne faisaient pas partie du précédent gouvernement sont nommés : Ségolène Royal, qui avait déjà été ministre dans les gouvernements Bérégovoy et Jospin, et François Rebsamen, alors président du groupe socialiste au Sénat, est pour la première fois nommé ministre.

### Premier ministre
- Premier ministre : Manuel Valls.

### Ministres
- Ministre des Affaires étrangères et du Développement international : Laurent Fabius ;
- Ministre de l'Écologie, du Développement durable et de l'Énergie : Ségolène Royal ;
- Ministre de l'Éducation nationale, de l'Enseignement supérieur et de la Recherche : Benoît Hamon ;
- Garde des Sceaux, ministre de la Justice : Christiane Taubira ;
- Ministre des Finances et des Comptes publics : Michel Sapin ;
- Ministre de l'Économie, du Redressement productif et du Numérique : Arnaud Montebourg ;
- Ministre des Affaires sociales et de la Santé : Marisol Touraine ;
- Ministre du Travail, de l'Emploi et du Dialogue social : François Rebsamen ;
- Ministre de la Défense : Jean-Yves Le Drian ;
- Ministre de l’Intérieur : Bernard Cazeneuve ;
- Ministre des Droits des femmes, de la Ville, de la Jeunesse et des Sports : Najat Vallaud-Belkacem ;
- Ministère de la Décentralisation, de la Réforme de l'État et de la Fonction publique : Marylise Lebranchu ;
- Ministre de la Culture et de la Communication : Aurélie Filippetti ;
- Ministre de l'Agriculture, de l'Agroalimentaire et de la Forêt, porte-parole du gouvernement : Stéphane Le Foll ;
- Ministre du Logement et de l'égalité des territoires : Sylvia Pinel ;
- Ministre des Outre-mer : George Pau-Langevin ;

### Secrétaires d'État
- Secrétaire d'État auprès du Premier ministre, chargé des Relations avec le Parlement : Jean-Marie Le Guen ;
- Secrétaire d'État auprès du ministre des Affaires étrangères et du Développement international, chargée du Commerce extérieur, de la Promotion du tourisme et des Français de l'étranger : Fleur Pellerin ;
- Secrétaire d'État auprès du ministre des Affaires étrangères et du Développement international, chargé des Affaires européennes : Harlem Désir ;
- Secrétaire d'État auprès du ministre des Affaires étrangères et du Développement international, chargée du Développement et de la Francophonie : Annick Girardin ;
- Secrétaire d'État auprès de la ministre de l'Écologie, du Développement durable et de l'Énergie, chargé des Transports, de la Mer et de la Pêche : Frédéric Cuvillier ;
- Secrétaire d'État auprès du ministre de l'Éducation nationale, de l'Enseignement supérieur et de la Recherche, chargée de l'Enseignement supérieur et de la Recherche : Geneviève Fioraso ;
- Secrétaire d'État auprès du ministre des Finances et des Comptes publics, chargé du Budget : Christian Eckert ;
- Secrétaire d'État auprès  du ministre de l'Économie, du Redressement productif et du Numérique, chargée du Commerce, de l'Artisanat, de la Consommation et de l'Économie sociale et solidaire : Valérie Fourneyron ;
- Secrétaire d'État auprès du ministre de l'Économie, du Redressement productif et du Numérique, chargée du Numérique : Axelle Lemaire ;
- Secrétaire d'État auprès du ministre de la Défense, chargé des Anciens combattants et de la Mémoire : Kader Arif ;
- Secrétaire d'État auprès de la ministre de la Décentralisation, de la Réforme de l'État et de la Fonction publique, chargé de la Réforme territoriale : André Vallini ;
- Secrétaire d'État auprès de la ministre des Affaires sociales et de la Santé, chargée de la famille, des personnes âgées et de l'autonomie : Laurence Rossignol ;
- Secrétaire d'État auprès de la ministre des Affaires sociales et de la Santé, chargée des Personnes handicapées et de la Lutte contre l'exclusion : Ségolène Neuville ;
- Secrétaire d'État auprès de la ministre des Droits des femmes, de la Ville, de la Jeunesse et des Sports, chargé des Sports : Thierry Braillard.

## Déclaration de politique générale et vote de confiance
Le 8 avril 2014, le Premier ministre a présenté la déclaration de politique générale du gouvernement, suivant l'article 49 alinéa premier de la Constitution. Par 306 voix pour, 239 contre et 26 abstentions, Manuel Valls reçoit la confiance de l'Assemblée nationale.
| Position   | Groupe | Groupe | Groupe | Groupe | Groupe | Groupe | Non-inscrits | Total |
| Position   | GDR    | SRC    | ECOLO  | RRDP   | UDI    | UMP    | Non-inscrits | Total |
| ---------- | ------ | ------ | ------ | ------ | ------ | ------ | ------------ | ----- |
| Position   |        |        |        |        |        |        | Non-inscrits | Total |
| POUR       | 2      | 279    | 10     | 14     | 0      | 0      | 1            | 306   |
| CONTRE     | 12     | 0      | 1      | 0      | 23     | 197    | 6            | 239   |
| ABSTENTION | 1      | 11     | 6      | 3      | 3      | 1      | 1            | 26    |
| NON-VOTANT | 0      | 1      | 0      | 0      | 4      | 1      | 0            | 6     |

## Remaniement du 3 juin 2014
Valérie Fourneyron, secrétaire d'État chargée du Commerce, de l'Artisanat, de la Consommation et de l'Économie sociale et solidaire, quitte ses fonctions pour raison de santé le 3 juin 2014. Elle est remplacée à son poste par la députée Carole Delga. Le député Thierry Mandon entre également au gouvernement, nommé secrétaire d'État auprès du Premier ministre, chargé de la Réforme de l’État et de la simplification,. Marylise Lebranchu perd, par conséquent, l’attribution de la Réforme de l'État.

## Organisation fonctionnelle

### Organisation fonctionnelle du 2 au 9 avril 2014
Premier ministre
- Manuel Valls, Premier ministre

Ministère des Affaires étrangères et du Développement international
- Laurent Fabius, ministre des Affaires étrangères et du Développement international

Ministère de l'Écologie, du Développement durable et de l'Énergie
- Ségolène Royal, ministre de l'Écologie, de l'Environnement et de l'Énergie

Ministère de l'Éducation nationale, de l'Enseignement supérieur et de la Recherche
- Benoît Hamon, ministre de l'Éducation nationale, de l'Enseignement supérieur et de la Recherche

Ministère de la Justice
- Christiane Taubira, garde des Sceaux, ministre de la Justice

Ministère des Finances et des Comptes publics
- Michel Sapin, ministre des Finances et des Comptes publics

Ministère de l'Économie, du Redressement productif et du Numérique
- Arnaud Montebourg, ministre de l'Économie, du Redressement productif et du Numérique

Ministère des Affaires sociales
- Marisol Touraine, ministre des Affaires sociales

Ministère du Travail, de l'Emploi et du Dialogue social
- François Rebsamen, ministre du Travail, de l'Emploi et du Dialogue social

Ministère de la Défense
- Jean-Yves Le Drian, ministre de la Défense

Ministère de l'Intérieur
- Bernard Cazeneuve, ministre de l'Intérieur

Ministère des Droits des femmes, de la Ville, de la Jeunesse et des Sports
- Najat Vallaud-Belkacem, ministre des Droits des femmes, de la Ville, de la Jeunesse et des Sports

Ministère de la Décentralisation, de la Réforme de l'État et de la Fonction publique
- Marylise Lebranchu, ministre de la Décentralisation, de la Réforme de l'État et de la Fonction publique

Ministère de la Culture et de la Communication
- Aurélie Filippetti, ministre de la Culture et de la Communication

Ministère de l'Agriculture, de l'Agroalimentaire et de la Forêt
- Stéphane Le Foll, ministre de l'Agriculture, de l'Agroalimentaire et de la Forêt, porte-parole du Gouvernement

Ministère du Logement et de l'Égalité des territoires
- Sylvia Pinel, ministre du Logement et de l'Égalité des territoires

Ministère des Outre-mer
- George Pau-Langevin, ministre des Outre-mer

### Organisation fonctionnelle du 9 avril au 3 juin 2014
Premier ministre
- Manuel Valls, Premier ministre
- Jean-Marie Le Guen, secrétaire d'État auprès du Premier ministre, chargé des Relations avec le Parlement

Ministère des Affaires étrangères et du Développement international
- Laurent Fabius, ministre des Affaires étrangères et du Développement international
- Fleur Pellerin, secrétaire d'État auprès du ministre des Affaires étrangères et du Développement international, chargée du Commerce extérieur, de la Promotion du tourisme et des Français de l'étranger
- Harlem Désir, secrétaire d'État auprès du ministre des Affaires étrangères et du Développement international, chargé des Affaires européennes
- Annick Girardin, secrétaire d'État auprès du ministre des Affaires étrangères et du Développement international, chargée du Développement et de la Francophonie

Ministère de l'Écologie, du Développement durable et de l'Énergie
- Ségolène Royal, ministre de l'Écologie, de l'Environnement et de l'Énergie
- Frédéric Cuvillier, secrétaire d'État auprès de la ministre de l'Écologie, du Développement durable et de l'Énergie, chargé des Transports, de la Mer et de la Pêche

Ministère de l'Éducation nationale, de l'Enseignement supérieur et de la Recherche
- Benoît Hamon, ministre de l'Éducation nationale, de l'Enseignement supérieur et de la Recherche
- Geneviève Fioraso, secrétaire d'État auprès du ministre de l'Éducation nationale, de l'Enseignement supérieur et de la Recherche, chargée de l'Enseignement supérieur et de la Recherche

Ministère de la Justice
- Christiane Taubira, garde des Sceaux, ministre de la Justice

Ministère des Finances et des Comptes publics
- Michel Sapin, ministre des Finances et des Comptes publics
- Christian Eckert, secrétaire d'État auprès du ministre des Finances et des Comptes publics, chargé du Budget

Ministère de l'Économie, du Redressement productif et du Numérique
- Arnaud Montebourg, ministre de l'Économie, du Redressement productif et du Numérique
- Valérie Fourneyron, secrétaire d'État auprès du ministre de l'Économie, du Redressement productif et du Numérique, chargée du Commerce, de l'Artisanat, de la Consommation et de l'Économie sociale et solidaire
- Axelle Lemaire, secrétaire d'État auprès du ministre de l'Économie, du Redressement productif et du Numérique, chargée du Numérique

Ministère des Affaires sociales et de la Santé
- Marisol Touraine, ministre des Affaires sociales et de la Santé
- Laurence Rossignol, secrétaire d'État auprès de la ministre des Affaires sociales et de la Santé, chargée de la Famille, des Personnes âgées et de l'Autonomie
- Ségolène Neuville, secrétaire d'État auprès de la ministre des Affaires sociales et de la Santé, chargée des Personnes handicapées et de la Lutte contre l'exclusion

Ministère du Travail, de l'Emploi et du Dialogue social
- François Rebsamen, ministre du Travail, de l'Emploi et du Dialogue social

Ministère de la Défense
- Jean-Yves Le Drian, ministre de la Défense
- Kader Arif, secrétaire d'État auprès du ministre de la Défense, chargé des Anciens combattants et de la Mémoire

Ministère de l'Intérieur
- Bernard Cazeneuve, ministre de l'Intérieur

Ministère des Droits des femmes, de la Ville, de la Jeunesse et des Sports
- Najat Vallaud-Belkacem, ministre des Droits des femmes, de la Ville, de la Jeunesse et des Sports
- Thierry Braillard, secrétaire d'État auprès de la ministre des Droits des femmes, de la Ville, de la Jeunesse et des Sports, chargé des Sports

Ministère de la Décentralisation, de la Réforme de l'État et de la Fonction publique
- Marylise Lebranchu, ministre de la Décentralisation, de la Réforme de l'État et de la Fonction publique
- André Vallini, secrétaire d'État auprès de la ministre de la Décentralisation, de la Réforme de l'État et de la Fonction publique, chargé de la Réforme territoriale

Ministère de la Culture et de la Communication
- Aurélie Filippetti, ministre de la Culture et de la Communication

Ministère de l'Agriculture, de l'Agroalimentaire et de la Forêt
- Stéphane Le Foll, ministre de l'Agriculture, de l'Agroalimentaire et de la Forêt, porte-parole du Gouvernement

Ministère du Logement et de l'Égalité des territoires
- Sylvia Pinel, ministre du Logement et de l'Égalité des territoires

Ministère des Outre-mer
- George Pau-Langevin, ministre des Outre-mer

### Organisation fonctionnelle du 3 juin au 25 août 2014 (Affaires courantes du 25 au 26 août 2014)
Premier ministre
- Manuel Valls, Premier ministre
- Jean-Marie Le Guen, secrétaire d'État auprès du Premier ministre, chargé des Relations avec le Parlement
- Thierry Mandon, secrétaire d'État auprès du Premier ministre, chargé de la Réforme de l'État et de la Simplification

Ministère des Affaires étrangères et du Développement international
- Laurent Fabius, ministre des Affaires étrangères et du Développement international
- Fleur Pellerin, secrétaire d'État auprès du ministre des Affaires étrangères et du Développement international, chargée du Commerce extérieur, de la Promotion du tourisme et des Français de l'étranger
- Harlem Désir, secrétaire d'État auprès du ministre des Affaires étrangères et du Développement international, chargé des Affaires européennes
- Annick Girardin, secrétaire d'État auprès du ministre des Affaires étrangères et du Développement international, chargée du Développement et de la Francophonie

Ministère de l'Écologie, du Développement durable et de l'Énergie
- Ségolène Royal, ministre de l'Écologie, de l'Environnement et de l'Énergie
- Frédéric Cuvillier, secrétaire d'État auprès de la ministre de l'Écologie, du Développement durable et de l'Énergie, chargé des Transports, de la Mer et de la Pêche

Ministère de l'Éducation nationale, de l'Enseignement supérieur et de la Recherche
- Benoît Hamon, ministre de l'Éducation nationale, de l'Enseignement supérieur et de la Recherche
- Geneviève Fioraso, secrétaire d'État auprès du ministre de l'Éducation nationale, de l'Enseignement supérieur et de la Recherche, chargée de l'Enseignement supérieur et de la Recherche

Ministère de la Justice
- Christiane Taubira, garde des Sceaux, ministre de la Justice

Ministère des Finances et des Comptes publics
- Michel Sapin, ministre des Finances et des Comptes publics
- Christian Eckert, secrétaire d'État auprès du ministre des Finances et des Comptes publics, chargé du Budget

Ministère de l'Économie, du Redressement productif et du Numérique
- Arnaud Montebourg, ministre de l'Économie, du Redressement productif et du Numérique
- Carole Delga, secrétaire d'État auprès du ministre de l'Économie, du Redressement productif et du Numérique, chargée du Commerce, de l'Artisanat, de la Consommation et de l'Économie sociale et solidaire
- Axelle Lemaire, secrétaire d'État auprès du ministre de l'Économie, du Redressement productif et du Numérique, chargée du Numérique

Ministère des Affaires sociales et de la Santé
- Marisol Touraine, ministre des Affaires sociales et de la Santé
- Laurence Rossignol, secrétaire d'État auprès de la ministre des Affaires sociales et de la Santé, chargée de la Famille, des Personnes âgées et de l'Autonomie
- Ségolène Neuville, secrétaire d'État auprès de la ministre des Affaires sociales et de la Santé, chargée des Personnes handicapées et de la Lutte contre l'exclusion

Ministère du Travail, de l'Emploi et du Dialogue social
- François Rebsamen, ministre du Travail, de l'Emploi et du Dialogue social

Ministère de la Défense
- Jean-Yves Le Drian, ministre de la Défense
- Kader Arif, secrétaire d'État auprès du ministre de la Défense, chargé des Anciens combattants et de la Mémoire

Ministère de l'Intérieur
- Bernard Cazeneuve, ministre de l'Intérieur

Ministère des Droits des femmes, de la Ville, de la Jeunesse et des Sports
- Najat Vallaud-Belkacem, ministre des Droits des femmes, de la Ville, de la Jeunesse et des Sports
- Thierry Braillard, secrétaire d'État auprès de la ministre des Droits des femmes, de la Ville, de la Jeunesse et des Sports, chargé des Sports

Ministère de la Décentralisation et de la Fonction publique
- Marylise Lebranchu, ministre de la Décentralisation et de la Fonction publique
- André Vallini, secrétaire d'État auprès de la ministre de la Décentralisation et de la Fonction publique, chargé de la Réforme territoriale

Ministère de la Culture et de la Communication
- Aurélie Filippetti, ministre de la Culture et de la Communication

Ministère de l'Agriculture, de l'Agroalimentaire et de la Forêt
- Stéphane Le Foll, ministre de l'Agriculture, de l'Agroalimentaire et de la Forêt, porte-parole du Gouvernement

Ministère du Logement et de l'Égalité des territoires
- Sylvia Pinel, ministre du Logement et de l'Égalité des territoires

Ministère des Outre-mer
- George Pau-Langevin, ministre des Outre-mer

## Galerie

### Premier ministre
| Image        | Fonction         |  | Nom          | Parti |
| ------------ | ---------------- |  | ------------ | ----- |
| Manuel Valls | Premier ministre |  | Manuel Valls | PS    |

### Ministres
| Image | Fonction                                                                                        |  | Nom                    | Parti   |
| ----- | ----------------------------------------------------------------------------------------------- |  | ---------------------- | ------- |
|       | Ministre des Affaires étrangères et du Développement international                              |  | Laurent Fabius         | PS      |
|       | Ministre de l'Écologie, du Développement durable et de l'Énergie                                |  | Ségolène Royal         | PS      |
|       | Ministre de l'Éducation nationale, de l'Enseignement supérieur et de la Recherche               |  | Benoît Hamon           | PS      |
|       | Garde des Sceaux, ministre de la Justice                                                        |  | Christiane Taubira     | Walwari |
|       | Ministre des Finances et des Comptes publics                                                    |  | Michel Sapin           | PS      |
|       | Ministre de l'Économie, du Redressement productif et du Numérique                               |  | Arnaud Montebourg      | PS      |
|       | Ministre des Affaires sociales et de la Santé                                                   |  | Marisol Touraine       | PS      |
|       | Ministre du Travail, de l'Emploi et du Dialogue social                                          |  | François Rebsamen      | PS      |
|       | Ministre de la Défense                                                                          |  | Jean-Yves Le Drian     | PS      |
|       | Ministre de l'Intérieur                                                                         |  | Bernard Cazeneuve      | PS      |
|       | Ministre des Droits des femmes, de la Ville, de la Jeunesse et des Sports                       |  | Najat Vallaud-Belkacem | PS      |
|       | Ministre de la Décentralisation et de la Fonction publique                                      |  | Marylise Lebranchu     | PS      |
|       | Ministre de la Culture et de la Communication                                                   |  | Aurélie Filippetti     | PS      |
|       | Ministre de l'Agriculture, de l'Agro-alimentaire et de la Forêt et porte-parole du gouvernement |  | Stéphane Le Foll       | PS      |
|       | Ministre du Logement et de l'Égalité des territoires                                            |  | Sylvia Pinel           | PRG     |
|       | Ministre des Outre-mer                                                                          |  | George Pau-Langevin    | PS      |

### Secrétaires d'État
| Image | Fonction | Ministre de rattachement                                                          |  | Nom                | Parti   |
| ----- | --- | --------------------------------------------------------------------------------- |  | ------------------ | ------- |
|       | Secrétaire d'État chargé des Relations avec le Parlement                                                        | Premier ministre                                                                  |  | Jean-Marie Le Guen | PS      |
|       | Secrétaire d'État chargé de la Réforme de l'État et de la Simplification                                        | Premier ministre                                                                  |  | Thierry Mandon     | PS      |
|       | Secrétaire d'État chargée du Commerce extérieur, de la promotion du Tourisme et des Français de l'étranger      | Ministre des Affaires étrangères et du Développement international                |  | Fleur Pellerin     | PS      |
|       | Secrétaire d'État chargé des Affaires européennes                                                               | Ministre des Affaires étrangères et du Développement international                |  | Harlem Désir       | PS      |
|       | Secrétaire d'État chargée du Développement et de la Francophonie                                                | Ministre des Affaires étrangères et du Développement international                |  | Annick Girardin    | PRG-CSA |
|       | Secrétaire d'État chargé des Transports, de la Mer et de la Pêche                                               | Ministre de l'Écologie, du Développement durable et de l'Énergie                  |  | Frédéric Cuvillier | PS      |
|       | Secrétaire d'État chargée de l'Enseignement supérieur et de la Recherche                                        | Ministre de l'Éducation nationale, de l'Enseignement supérieur et de la Recherche |  | Geneviève Fioraso  | PS      |
|       | Secrétaire d'État chargé du Budget                                                                              | Ministre des Finances et des comptes publics                                      |  | Christian Eckert   | PS      |
|       | Secrétaire d'État chargée du Commerce, de l'Artisanat, de la Consommation et de l'Économie sociale et solidaire | Ministre de l'Économie, du Redressement productif et du Numérique                 |  | Carole Delga       | PS      |
|       | Secrétaire d'État chargée du Numérique                                                                          | Ministre de l'Économie, du Redressement productif et du Numérique                 |  | Axelle Lemaire     | PS      |
|       | Secrétaire d'État chargé des Anciens combattants et de la Mémoire                                               | Ministre de la Défense                                                            |  | Kader Arif         | PS      |
|       | Secrétaire d'État chargé de la Réforme territoriale                                                             | Ministre de la Décentralisation et de la Fonction publique                        |  | André Vallini      | PS      |
|       | Secrétaire d'État chargée de la Famille, des Personnes âgées et de l'Autonomie                                  | Ministre des Affaires sociales et de la Santé                                     |  | Laurence Rossignol | PS      |
|       | Secrétaire d'État chargée des Personnes handicapées et de la Lutte contre l'exclusion                           | Ministre des Affaires sociales et de la Santé                                     |  | Ségolène Neuville  | PS      |
|       | Secrétaire d'État chargé des Sports                                                                             | Ministre des Droits des femmes, de la Ville, de la Jeunesse et des Sports         |  | Thierry Braillard  | PRG     |

## Répartition partisane
| Parti                       | Parti                       | Premier ministre | Ministres | Secrétaires d'État | Total |
| --------------------------- | --------------------------- | ---------------- | --------- | ------------------ | ----- |
| Répartition le 2 avril 2014 | Répartition le 2 avril 2014 | 1                | 16        | 14                 | 31    |
|                             | Parti socialiste            | 1                | 14        | 12                 | 27    |
|                             | Parti radical de gauche     |                  | 1         | 2                  | 3     |
|                             | Walwari                     | 1                |           | 1                  |       |
|                             |                             |                  |           |                    |       |
| Répartition le 26 août 2014 | Répartition le 26 août 2014 | 1                | 16        | 15                 | 32    |
|                             | Parti socialiste            | 1                | 14        | 13                 | 28    |
|                             | Parti radical de gauche     |                  | 1         | 2                  | 3     |
|                             | Walwari                     | 1                |           | 1                  |       |

## Agenda
- État et collectivités territoriales
  - Réduire le déficit public à 3 % du PIB en 2017
  - Modernisation de l'État et Modernisation de l'action publique (MAP)
  - Réforme de l'organisation territoriale
- Économie
  - Amélioration de la compétitivité des entreprises et mise en œuvre du CICE (1er janvier 2013)
  - Augmentation du pouvoir d'achat des ménages
  - Innovation
- Emploi et travail
  - Réduction du chômage
  - Accompagner l'évolution du marché du travail
- Jeunesse et éducation
  - Réforme scolaire
  - Jeunesse
  - Dynamisation de l'enseignement supérieur et de la recherche - Mise en œuvre de la Loi no 2013-660 du 22 juillet 2013 relative à l’enseignement supérieur et à la recherche
- Agriculture et développement durable
  - Transition énergétique
  - Maîtrise des prix de l'énergie
- Politique de la ville
- Santé et affaires sociales
  - Accès aux soins
  - Vieillesse et handicap

## Particularités
Présenté comme un « gouvernement de combat », le gouvernement est composé d'un nombre réduit de ministres de plein exercice par rapport au précédent gouvernement de Jean-Marc Ayrault.
Il s'agit du premier gouvernement de la Ve République dirigé par un Premier ministre naturalisé français, Manuel Valls étant né espagnol.
Le gouvernement de Manuel Valls est composé principalement de personnalités issues ou proches du Parti socialiste. En plus du Premier ministre qui est lui-même socialiste, quatorze ministres appartiennent au Parti socialiste (PS) et deux appartiennent au Parti radical de gauche (PRG) ou en sont proches. Concernant les secrétaires d'État, douze appartiennent au Parti socialiste (PS) et deux appartiennent au Parti radical de gauche (PRG).
- Vingt-et-un membres sont issus de l'Assemblée nationale : Manuel Valls, Laurent Fabius, Benoit Hamon, Michel Sapin (député suppléant), Marisol Touraine, Bernard Cazeneuve, Marylise Lebranchu, Aurélie Filippetti, Stéphane Le Foll, Sylvia Pinel, George-Pau Langevin, Jean-Marie Le Guen, Annick Girardin, Frédéric Cuvillier, Geneviève Fioraso, Christian Eckert, Valérie Fourneyron, Axelle Lemaire, Kader Arif, Ségolène Neuville et Thierry Braillard.
- Trois membres sont issus du Sénat : François Rebsamen, André Vallini et Laurence Rossignol.
- Un membre est issu du Parlement européen : Harlem Désir.
- Cinq membres ne sont pas issus du Parlement mais occupent des mandats locaux : Ségolène Royal, Christiane Taubira, Arnaud Montebourg, Jean-Yves Le Drian, et Najat Vallaud-Belkacem.
- Un membre n'assumait aucun mandat avant d'être nommé : Fleur Pellerin.
- Onze membres sont actuellement conseillers municipaux voire conseillers communautaires : Manuel Valls, Benoit Hamon, Michel Sapin, François Rebsamen, Aurélie Filippetti, Stéphane Le Foll, Jean-Marie Le Guen, Frédéric Cuvillier, Christian Eckert, Valérie Fourneyron, Thierry Braillard.
- Sept membres sont conseillers généraux : Arnaud Montebourg, Marisol Touraine, Najat Vallaud-Belkacem, Aurélie Filippetti, Jean-Marie Le Guen, André Vallini et Ségolène Neuville.
- Sept membres sont conseillers régionaux : Ségolène Royal, Benoit Hamon, Christiane Taubira, Jean-Yves Le Drian, Marylise Lebranchu, Sylvia Pinel, Laurence Rossignol.
- Un membre est élu d'un conseil territorial d'une collectivité d'outre-mer : Annick Girardin.
- Sept membres n'ont aucun mandat local : Bernard Cazeneuve, George-Pau Langevin, Fleur Pellerin, Harlem Désir, Geneviève Fioraso, Axelle Lemaire et Kader Arif.
- Sept membres étaient maires avant d'être ministres : Manuel Valls, Michel Sapin, François Rebsamen, Bernard Cazeneuve, Frédéric Cuvillier, Christian Eckert et Valérie Fourneyron,
- Quatre membres étaient adjoints au maire : Laurent Fabius, Najat Vallaud-Belkacem, Geneviève Fioraso et Thierry Braillard.
- Cinq membres étaient présidents d'EPCI avant d'être ministres : Manuel Valls, Laurent Fabius, Michel Sapin, François Rebsamen, Frédéric Cuvillier,
- Cinq membres étaient vice-présidents d'EPCI : Stéphane Le Foll, Geneviève Fioraso, Christian Eckert, Valérie Fourneyron et Kader Arif.
- Trois membres étaient présidents de conseil général : Arnaud Montebourg, Marisol Touraine, André Vallini.
- Deux membres étaient présidents de conseil régional : Ségolène Royal et Jean-Yves Le Drian.
- Un membre était vice-président de conseil régional : Laurence Rossignol.
- Trois des seize ministres et un secrétaire d'État sont d'anciens élèves de l'École nationale d'administration.